# 第三の女 (アルバム)
『㐧三の女』（だいさんのおんな）は、研ナオコの2枚目のオリジナルアルバム。
1974年発売。販売・発売元は東宝レコード。

## 解説
シングル「女心のタンゴ」「うわさの男」「㐧三の女」のA面と「私は泣いています」「雨がやんだら」「夜が明けて」「砂漠のような東京で」「星の流れに」「カスバの女」「人形の家」「終着駅」「教会へ行く」のカバーを収録。
アルバム本体としては未CD化だが、ベスト盤である「研ナオコ シングルA面コンプリート」、「研ナオコ カバー作品コレクション」にて個別にCD化された。

## 収録曲

### side:A
1. うわさの男
  - 作詞:阿久悠／作曲:森田公一／編曲:高田弘

7枚目のシングル曲。再収録でデビューアルバムでもA面1曲目に収録されている。
2. 㐧三の女
  - 作詞:阿久悠／作曲:森田公一／編曲:鈴木宏昌

8枚目のシングル曲。
3. 私は泣いています
  - 作詞・作曲:りりィ／編曲:いしだかつのり

りりィのカバー。
4. 雨がやんだら
  - 作詞:なかにし礼／作曲・編曲:筒美京平

朝丘雪路のカバー。
5. 夜が明けて
  - 作詞:なかにし礼／作曲・編曲:筒美京平

坂本スミ子のカバー。
6. 砂漠のような東京で
  - 作詞:橋本淳／作曲:中村泰士／編曲:あかのたちお

いしだあゆみのカバー。

### side:B
1. 女心のタンゴ
  - 作詞:阿久悠／作曲:森田公一／編曲:前田憲男

6枚目のシングル。再収録でデビューアルバムでもB面1曲目に収録されている。
2. 星の流れに
  - 作詞:清水みのる／作曲:利根一郎／編曲:あかのたちお

菊池章子のカバー。
3. カスバの女
  - 作詞:大高ひさを／作曲:久我山明／編曲:あかのたちお

エト邦枝のカバー。
4. 人形の家
  - 作詞:なかにし礼／作曲:川口真／編曲:有明春樹

弘田三枝子のカバー。
5. 終着駅
  - 作詞:千家和也／作曲:浜圭介／編曲:いしだかつのり

奥村チヨのカバー。
6. 教会へ行く
  - 作詞:阿久悠／作曲:都倉俊一／編曲:いしだかつのり

ペドロ&カプリシャスのカバー。